# Feridun Buğeker
Feridun Buğeker (Istanbul, 5 aprile 1933 – Istanbul, 6 ottobre 2014) è stato un calciatore turco, di ruolo attaccante.